# Epinephelus haifensis
Epinephelus haifensis es una especie de peces de la familia Serranidae en el orden de los Perciformes.

## Morfología
• Los machos pueden llegar alcanzar los 110 cm de longitud total.

## Distribución geográfica
Se encuentra desde el Mediterráneo hasta el sur de Angola.